# Cile ai XXIII Giochi olimpici invernali
Il Cile ha partecipato ai XXIII Giochi olimpici invernali, che si sono svolti dal 9 al 28 febbraio 2018 a Pyeongchang, in Corea del Sud, con una delegazione composta da sette atleti. Il portabandiera è stato lo sciatore alpino Henrik von Appen.

## Freestyle
| Gara                | Atleta            | Qualificazioni | Qualificazioni | Ottavi di finale | Quarti di finale | Semifinali      | Finale          |
| Gara                | Atleta            | Tempo          | Posizione      | Ottavi di finale | Quarti di finale | Semifinali      | Finale          |
| ------------------- | ----------------- | -------------- | -------------- | ---------------- | ---------------- | --------------- | --------------- |
| Ski cross femminile | Stephanie Joffroy | 1'16"70        | 18º Q          | 3ª               | non qualificata  | non qualificata | non qualificata |

| Gara                 | Atleta          | Qualificazioni | Qualificazioni | Qualificazioni | Qualificazioni | Finale          | Finale          | Finale          | Finale          | Finale          |
| Gara                 | Atleta          | Run 1          | Run 2          | Migliore       | Posizione      | Run 1           | Run 2           | Run 3           | Migliore        | Posizione       |
| -------------------- | --------------- | -------------- | -------------- | -------------- | -------------- | --------------- | --------------- | --------------- | --------------- | --------------- |
| Slopestyle femminile | Dominique Ohaco | 16,00          | 38,60          | 38,60          | 20ª            | non qualificata | non qualificata | non qualificata | non qualificata | non qualificata |

## Sci alpino

### Uomini
| Gara            | Atleta           | Tempo              | Tempo              | Tempo              | Posizione |
| Gara            | Atleta           | 1ª manche          | 2ª manche          | Totale             | Posizione |
| --------------- | ---------------- | ------------------ | ------------------ | ------------------ | --------- |
| Slalom speciale | Kai Horwitz      | DNF                | DNF                | DNF                | DNF       |
| Slalom gigante  | Kai Horwitz      | 1'14"88            | DNF                | DNF                | DNF       |
| Combinata       | Henrik von Appen | 1'21"16            | DNS                | DNS                | DNS       |
| Gara            | Atleta           | Tempo unica manche | Tempo unica manche | Tempo unica manche | Posizione |
| Supergigante    | Henrik von Appen | 1'27"57            | 1'27"57            | 1'27"57            | 30º       |
| Discesa libera  | Henrik von Appen | 1'44"02            | 1'44"02            | 1'44"02            | 34º       |

### Donne
| Gara           | Atleta          | Tempo              | Tempo              | Tempo              | Posizione |
| Gara           | Atleta          | 1ª manche          | 2ª manche          | Totale             | Posizione |
| -------------- | --------------- | ------------------ | ------------------ | ------------------ | --------- |
| Slalom gigante | Noelle Barahona | DNF                | DNF                | DNF                | DNF       |
| Combinata      | Noelle Barahona | DNF                | DNF                | DNF                | DNF       |
| Gara           | Atleta          | Tempo unica manche | Tempo unica manche | Tempo unica manche | Posizione |
| Supergigante   | Noelle Barahona | 1'27"16            | 1'27"16            | 1'27"16            | 39ª       |
| Discesa libera | Noelle Barahona | 1'44"24            | 1'44"24            | 1'44"24            | 25ª       |

## Sci di fondo
| Evento                         | Atleta             | Tempo   | Tempo   | Tempo   | Distacco | Distacco | Distacco | Posizione | Posizione |
| ------------------------------ | ------------------ | ------- | ------- | ------- | -------- | -------- | -------- | --------- | --------- |
| 15 km tecnica libera maschile  | Yonathan Fernández | 42'49"9 | 42'49"9 | 42'49"9 | +9'06"0  | +9'06"0  | +9'06"0  | 102º      | 102º      |
| 10 km tecnica libera femminile | Claudia Salcedo    | 37'19"2 | 37'19"2 | 37'19"2 | +12'18"7 | +12'18"7 | +12'18"7 | 90ª       | 90ª       |